# オオカムヅミ

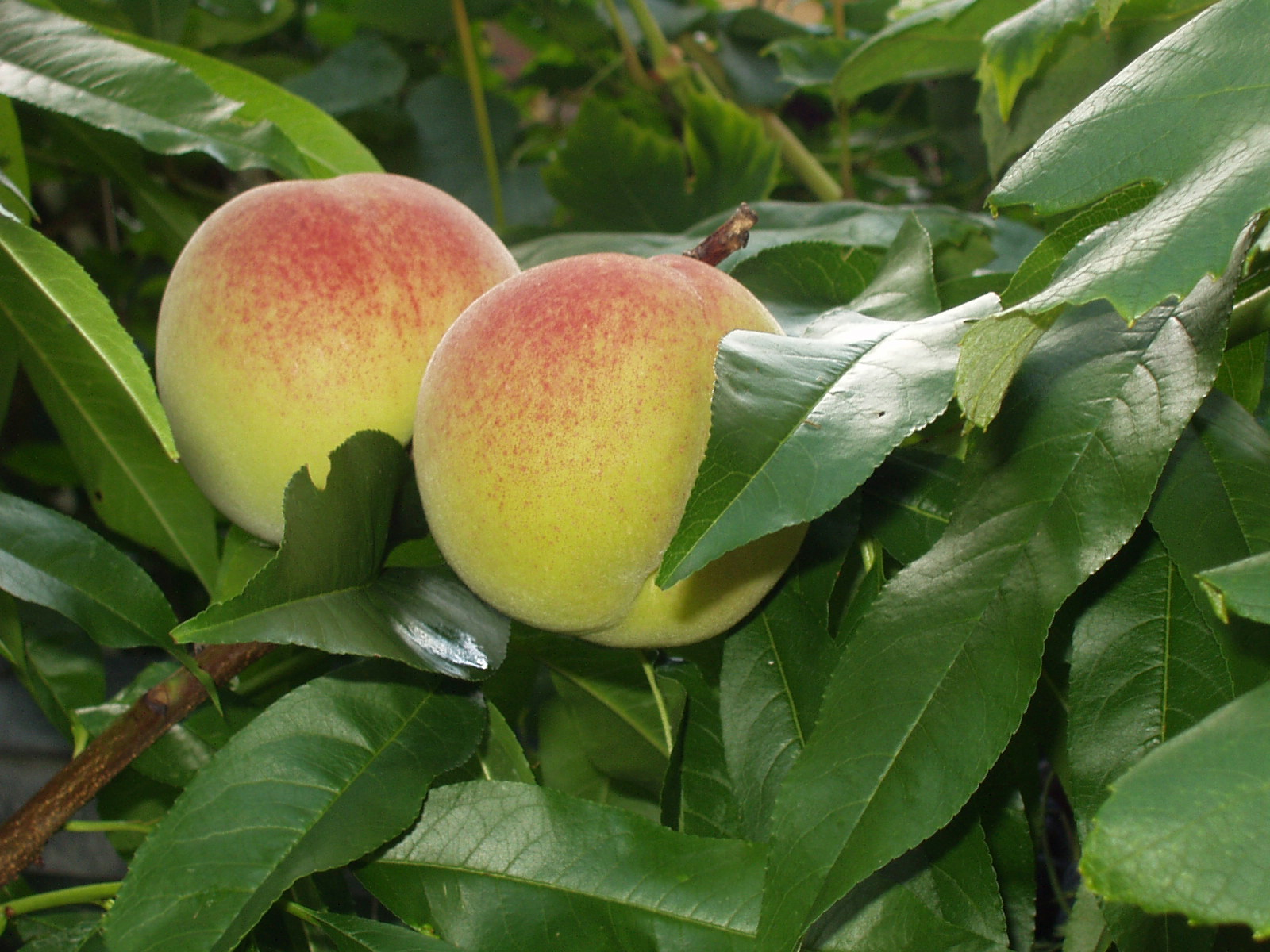
オオカムヅミ命

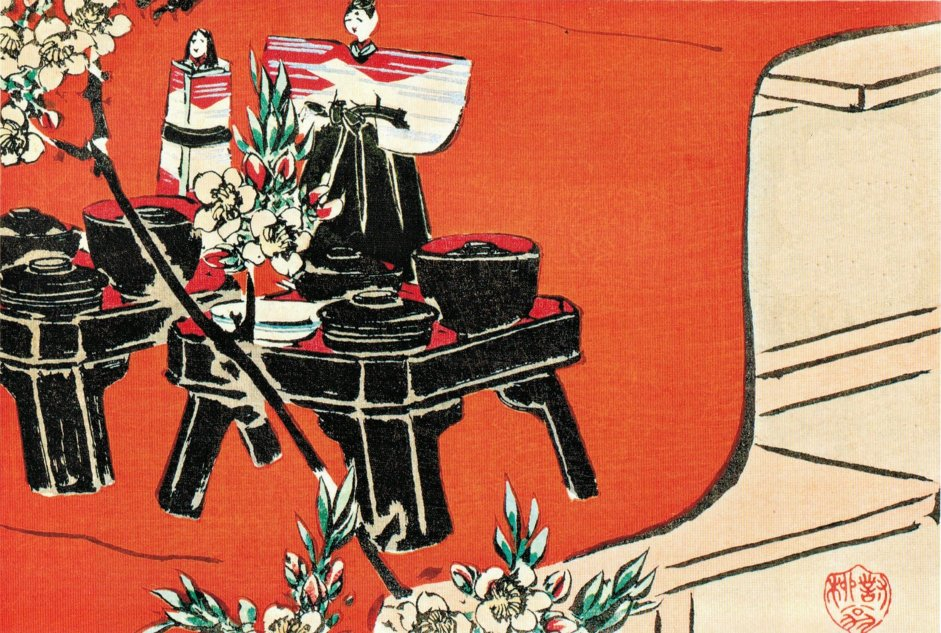
雛祭りの桃の花 （明治21年）木版画

オオカムヅミは、日本神話に登場する桃であり神。『古事記』では意富加牟豆美命（おおかむづみのみこと）と表記する。「大いなる神のミ（霊威）」の意味であるが、大いなる神の実と解釈し、「大神実命」と表記する場合もある。『日本書紀』にも登場するが、名前は記されていない。

## 神話での記述
古事記
『古事記』では黄泉の国の条に登場する。伊邪那岐命が、亡き妻の伊邪那美命を連れ戻そうと、死者の国である黄泉の国に赴くが、失敗して予母都色許売（よもつしこめ）や8柱の雷神、黄泉軍（よもついくさ）に追われる。地上との境にある黄泉比良坂（よもつひらさか）の麓まで逃げてきた時に、そこに生えていた桃の実を3個取って投げつけると、その霊力で雷神と黄泉軍は退散していった。
この功績により桃の実は、伊邪那岐命から「意富加牟豆美命（おおかむづみのみこと)」の神名を授けられ、「汝、我を助けしが如く、葦原中津国に有らゆるうつくしき青人草の、苦しき瀬に落ちて、患（うれ）へ悩むとき、これを助くべし（お前が私を助けてくれたように、葦原の中津国（地上世界）のあらゆる生ある人々が、苦しみの激流に落ち、悩み悲しみ苦しむことがあったときには、これを助けてやってくれ。）」と命じられた。
日本書紀
『日本書紀』では神産みの第九の一書に登場する。『古事記』と同様に、イザナギ命は黄泉の国で8柱の雷公に追われる。その時、道端に桃の樹があり、その樹の下に隠れて桃の実を採って投げつけると、雷公は退走していった。これが、桃を用いて鬼を避ける由縁であると記されている。

## 信仰
桃は中国では仙木とも呼ばれ、邪気を払う呪力があると考えられていた。元旦に飲む桃湯は邪気を退け、桃膠（桃の木のヤニ）から作られる仙薬は、万病に効くとされていた。また、桃弓と棘矢が除災の儀礼に用いられていた。
平成22年、奈良県の纒向遺跡（まきむく）で3世紀前半と推測される土坑から、2千個以上の桃の種が出土した。祭祀に使われたものとされ、この頃には日本にも、桃に対する信仰が伝来していたと考えられる。平安時代になると、追儺（ついな、節分の起源）で鬼を追うための桃弓や桃杖が使われ、正月には桃の木片で、卯槌（うづち）というお守りが作られた。
室町中期には「桃太郎」の説話が成立するが、これは桃が不老長寿の仙果で、邪鬼を払う呪力があったことに関係するといわれる。雛祭りも「桃の節句」と呼ばれるように、桃の花を飾り、桃酒を飲む風習が見られ、桃の厄災を払う力に係わる祭りとなっている。これらの説話や行事は、現在にも伝えられている。

### オオカムヅミを祀る神社
- 賀茂神社 （徳島県阿波市）

本物の桃が入った「桃の実のお守り」を授与している。年に3個分の桃の実を祈祷し、砕いて分けているので数に限りがある。
- 赤國神社（京都府綾部市）

境内社
- 行田八幡神社 （埼玉県行田市）

境内社で「なで桃」を祀っている。なでると厄災消除になるという。桃の絵馬も授与している。
- 熊野神社 （東京都多摩市）

桃との関係は特にないようだが、災いを払う力そのものがオオカムヅミが祀られる理由と思われる。
- 多伎藝神社（島根県出雲市）
- 新治神社 (黒部市)（富山県黒部市）
- 桃島神社（兵庫県豊岡市）
- 桃太郎神社 (犬山市) （愛知県犬山市）

おとぎ話の桃太郎をオオカムヅミ命がイザナギとの約束を果たすために生まれ変わって鬼を退治したと解して、オオカムヅミ命を祀っている。全国的にも珍しい桃型の鳥居がある。表記は「大神実命」としている。